# Pancy-Courtecon
Pancy-Courtecon é uma comuna francesa na região administrativa de Altos da França, no departamento de Aisne. Estende-se por uma área de 6,37 km². Em 2010 a comuna tinha 56 habitantes (densidade: 8,8 hab./km²).